# Луций Гедий Руф Лоллиан Авит (консул 144 года)
Луций Гедий Руф Лоллиан Авит (лат. Lucius Hedius Rufus Lollianus Avitus) — римский политический деятель середины II века.
Род Авита происходил из Лигурии. Его отцом был консул-суффект 114 года Луций Гедий Руф Лоллиан Авит. В 144 году он занимал должность ординарного консула вместе с Титом Статилием Максимом. В 146 году Авит находился на посту куратора общественных работ. Около 157/158 года он был проконсулом провинции Африка. Спустя год Авит занимал должность легата пропретора провинции Вифиния и Понт. В 162 году ему было поручено специальное задание во время Парфянской кампании. Авит был патроном Гельвия Сукцесса, отца будущего императора Пертинакса. Он был другом Марка Корнелия Фронтона. Супругой Авита была дочь консула-суффекта 116 года Децима Теренция Гентиана. В их браке было двое детей: консул-суффект после 193 года Луций Гедий Руф Лоллиан и консул-суффект 186/188 года Квинт Гедий Руф Лоллиан Гентиан.